# I Wanna Dance with Somebody (Who Loves Me)
«I Wanna Dance with Somebody (Who Loves Me)» —en español: «Quiero bailar con alguien (que me ame)»— fue publicado en mayo de 1987 y es el primer sencillo del álbum Whitney de la cantante estadounidense Whitney Houston. Fue compuesto por George Merrill y Shannon Rubicam de la banda Boy Meets Girl, quien había compuesto previamente el éxito N.º 1 "How Will I Know", también para Houston. Merrill entregó el demo a Clive Davis en un casete, y Davis hizo que Houston lo grabara. Si a Davis no le gustaba la canción, Merrill y Rubicam la habrían grabado como "Boy Meets Girl". La canción fue producida por Narada Michael Walden. El arreglo original del tema no lo impresionó, ya que le parecía más del estilo country que una canción pop, así que le aceleró la percusión para crear un tema bailable.
Recibió críticas mixtas, quienes algunos compararon los arreglos musicales con su "How Will I Know" y con la canción de Cyndi Lauper, "Girls Just Want to Have Fun." La canción fue premiada con el premio Grammy en 1988 en la categoría mejor interpretación vocal pop femenina. El sencillo se convirtió en un éxito comercial, logrando liderar las listas de al menos 13 países, incluyendo Alemania, Australia, Canadá y el Reino Unido. En los Estados Unidos, se convirtió en su cuarto sencillo número uno de manera consecutiva, alcanzando un millón de copias vendidas, por lo que fue su mayor éxito en ese país, siendo superado tiempo después por su versión de "I Will Always Love You".

## Versiones
- En 2011, Katy Perry en su segunda gira California Dreams Tour Katy interpretó la canción mientras bailaba con personas del público.
- En 2006, el cantante de R&B Lumidee en colaboración con Fatman Scoop, incluyeron elementos de "I Wanna Dance with Somebody" en su canción "Dance!" para la banda sonora de la Copa Mundial de Fútbol de 2006.[3]
- El grupo alemán Royal Gigolos utilizó elementos de "I Wanna Dance with Somebody" y de la canción "Girls Just Wanna Have Fun" de Cyndi Lauper para la creación de su sencillo "Girls Just Wanna Dance" lanzado en 2008.[4]
- En 2012, la canción fue interpretada por Naya Rivera y Heather Morris (como sus personajes Santana López y Brittany Pierce) en el episodio tributo a Whitney Houston de la serie televisiva Glee, "Dance with Somebody" (cuyo título se basa también en la canción).
- En ese mismo año, la cantante y actriz mexicana Eiza González grabó su versión con la banda canadiense These Kids Wear Crowns incluido en el álbum Jumpstart.[5]

## Sencillos
12" Maxi sencillo – Arista (609 008) – 1987
1. «I Wanna Dance With Somebody (Who Loves Me)» (12" Remix) – 8:33
2. «Moment Of Truth» (Bonus Cat) – 4:36
3. «I Wanna Dance With Somebody (Who Loves Me)» (Dub Mix) – 6:48

7" sencillo – Arista (109 008) – 1987
1. «I Wanna Dance With Somebody (Who Loves Me)» – 4:49
2. «Moment Of Truth» – 4:04

## Posicionamiento en listas y certificaciones
| Listas (1987–2012)                                | Posición |
| ------------------------------------------------- | -------- |
| Alemania (Offizielle Deutsche Charts)             | 1        |
| Australia (Kent Music Report)                     | 1        |
| Austria (Ö3 Austria Top 40)                       | 3        |
| Bélgica (Flandes) (Ultratop 50)                   | 1        |
| Canadá (RPM Top Singles)                          | 1        |
| Canadá (Canadian Hot 100)                         | 33       |
| España (Top 100 Canciones)                        | 28       |
| Estados Unidos (Billboard Hot 100)                | 1        |
| Estados Unidos (Billboard Adult Contemporary)     | 1        |
| Estados Unidos (Hot R&B/Hip-Hop Singles & Tracks) | 2        |
| Estados Unidos (Hot Dance Music/Club Play)        | 1        |
| Eurochart Hot 100                                 | 1        |
| Finlandia (Finland's Official List)               | 16       |
| Francia (SNEP)                                    | 13       |
| Irlanda (IRMA)                                    | 2        |
| Israel (Media Forest)                             | 9        |
| Italia (FIMI)                                     | 1        |
| Japón (Japan Hot 100)                             | 58       |
| Noruega (VG-lista)                                | 1        |
| Nueva Zelanda (Recorded Music NZ)                 | 1        |
| Países Bajos (Dutch Top 40)                       | 1        |
| Reino Unido (UK Singles Chart)                    | 1        |
| Suecia (Sverigetopplistan)                        | 1        |
| Suiza (Schweizer Hitparade)                       | 1        |

| País           | Organismo certificador | Certificación | Ref.   |
| -------------- | ---------------------- | ------------- | ------ |
| Australia      | ARIA                   | Oro           | [ 25 ] |
| Canadá         | CRIA                   | Oro           | [ 26 ] |
| Estados Unidos | RIAA                   | 7× Platino    | [ 27 ] |
| Reino Unido    | BPI                    | Oro           | [ 28 ] |
| Suecia         | GLF                    | Oro           | [ 29 ] |